# Jean-François Fournier de La Charmie
Jean-François Fournier de La Charmie est un homme politique français né le 5 juillet 1750 à Périgueux (Dordogne) et décédé le 18 juin 1802 au même lieu.
Lieutenant général civil de la juridiction de Périgueux, il est député du tiers état aux États généraux de 1789 pour la sénéchaussée de Périgord.

## Sources
- « Jean-François Fournier de La Charmie », dans Adolphe Robert et Gaston Cougny, Dictionnaire des parlementaires français, Edgar Bourloton, 1889-1891 [détail de l’édition]